# Museu Guilleries
El Museo Guilleries es un museo ubicado en Sant Hilari Sacalm que explica y contextualiza las Guilleries. 
Su objetivo es dar a conocer el entorno y ayudar a entender y respetar los valores de las Guilleries para conservar, proteger y mejorar el municipio. Está ubicado en la Plaza doctor Robert, en el casco antiguo del municipio, en la antigua sede de los roderos del municipio, un edificio que data de 1931 y que fue edificado por el arquitecto Manuel Gausa. Presenta la realidad de las Guilleries con la ayuda de dioramas, esquemas, fotografías o soporte audiovisual, así como con la flora y fauna más representativa de la zona. También organiza rutas por el municipio y talleres relacionados con la naturaleza. 